# Miguel Piazza
Miguel Santos Piazza (San Miguel de Tucumán, Tucumán - San Miguel de Tucumán, Tucumán, 31 de diciembre de 2017) fue un futbolista argentino que se desempeñaba como defensor.

## Trayectoria

### Central Norte
Piazza se inició futbolísticamente en Central Norte. Se destacó rápidamente en el cuervo y llamó la atención de los clubes más importantes de la provincia. 

### Atlético Tucumán
En 1970 llegó a Atlético Tucumán y en su primer año se coronó campeón tucumano, al derrotar a su clásico rival en la última fecha, sin embargo el título les sería arrebatado a través del escritorio. En 1972 tuvo su revancha y se consagró campeón tucumano y obtuvo la clasificación al Nacional 1973. En 1973 se coronó bicampeón tucumano. 1975 fue uno de los mejores años en el decano, ya que se consagró campeón tucumano y terminó primero en su grupo del Campeonto Nacional y avanzó a la fase final del torneo.

### Atlético Concepción
Luego de su paso por Atlético Tucumán llegó a Atlético Concepción. En 1980 fue parte de la histórica clasificación del equipo bandeño al Campeonto Nacional.

## Clubes
| Club                | País      |
| ------------------- | --------- |
| Central Norte       | Argentina |
| Atlético Tucumán    | Argentina |
| Atlético Concepción | Argentina |

## Palmarés
| Título        | Equipo           | País      | Año  |
| ------------- | ---------------- | --------- | ---- |
| Liga Tucumana | Atlético Tucumán | Argentina | 1972 |
| Liga Tucumana | Atlético Tucumán | Argentina | 1973 |
| Liga Tucumana | Atlético Tucumán | Argentina | 1975 |